# 纳森·雅各布森
纳森·雅各布森（英語：Nathan Jacobson，1910年10月5日—1999年12月5日），美国数学家，被公认为是领袖级代数学家之一，他也编写了十多标准教科书。

## 生平
他出生在华沙，雅各布森的犹太家庭在1918年移居到美国。纳森·雅各布森于1930年毕业于美国阿拉巴马大学，在1934年被授予从普林斯顿大学数学博士学位。纳森·雅各布森在导师约瑟夫·韦德伯恩指导下完成他的论文－非交换多项式和循环代数的研究。
纳森·雅各布森分别在布林莫尔学院（1935年至1936年），芝加哥大學（1936年至1937年），教堂山北卡罗莱纳大学（1937年至1943年）和约翰·霍普金斯大学（1943年至1947年）执教和从事数学研究，直到他在耶鲁大学退休。
他是美国科学院和美国艺术与科学学院的成员，他从1971年到1973年曾担任美国数学学会会长，1998年被授予其最高荣誉Leroy P. Steele终身成就奖。他於1972年到1974年曾担任国际数学联盟副会长。